# Julius Roeting
Julius Amatus Roeting (né le 13 septembre 1822 à Dresde, mort le 21 mai 1896 à Düsseldorf) est un peintre saxon.

## Biographie

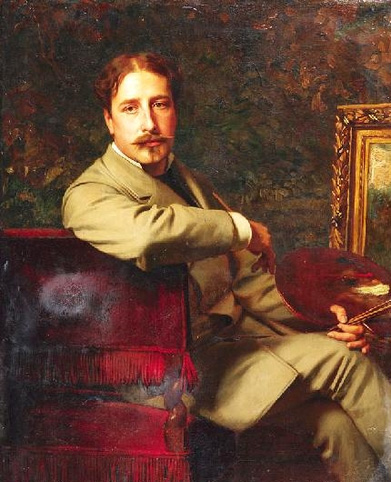
Portrait de Max Volkhart, 1881

Enfant, Roeting montre un grand talent pour le dessin et aide avec douze ans à représenter un lion pour un rideau de théâtre. Il fait ses études à l'académie des beaux-arts de Dresde auprès d'Eduard Bendemann et s'installe à Düsseldorf en 1849 où il prend la classe de peinture technique après la retraite de Theodor Hildebrandt et est nommé professeur en 1868 après la mort de Karl Ferdinand Sohn. Ses peintures historiques se caractérisent par une couleur forte et saturée et un traitement simple et large.
Plus important encore, Roeting produit des portraits, en particulier d'hommes, qui reçoivent une appréciation générale par une similarité surprenante, une conception réaliste et des couleurs vives. Roeting est membre des académies de Berlin et de Vienne ainsi que de l'association d'artistes de Düsseldorf Malkasten. À Dresde, il est membre de la loge maçonnique Zum goldenen Apfel.
Il est le beau-père du peintre Max Volkhart (en) et le grand-père de la sculptrice Claire Volkhart (de).
Roeting meurt d'une pneumonie le 21 mai 1896, après une courte maladie de quatre jours. Cinq de ses portraits commencés, presque terminés, se trouvent alors sur les chevalets.

## Élèves
- Ernst Anders
- Karl Bennewitz von Loefen fils (de)
- Friedrich Bindewald (de)
- Arthur Kampf
- Hermann Knackfuß
- August Lemmer (de)
- Otto Modersohn
- Franz Molitor (de)
- Karl Mücke
- Heinrich Nüttgens
- Max Volkhart (de)
- Heinrich Wieschebrink (de)
- Carl Wünnenberg (de)